# Figularia biporosa
Figularia biporosa är en mossdjursart som först beskrevs av Okada 1923.  Figularia biporosa ingår i släktet Figularia och familjen Cribrilinidae. Inga underarter finns listade i Catalogue of Life.